# Hanspeter Ammann
Hanspeter Ammann (Zurigo, 1953) è un artista, regista cinematografico e psicanalista svizzero, conosciuto come uno dei pionieri della videoarte in Europa.
Nelle sue opere coniuga approcci artistici e psicoanalitici. Le sue opere sono state esposte a livello internazionale in musei, gallerie, festival.

## Biografia
Hanspeter Ammann ha iniziato a produrre videoarte alla fine degli anni '70, diventando uno dei primi esponenti di questo medium nei paesi di lingua tedesca.
L'interesse per la psicanalisi di scuola freudiana lo porterà a svolgere questa professione dal 1992. Questo lavoro influenzerà la sua produzione artistica, che spesso affronta temi quali stati emotivi, relazioni interpersonali e questioni di identità. Tra le sue opere più note figurano Couch (1994), Couple (1998) e Macau Handover (2000).
Dal 2005 al 2015, Ammann ha diretto lo Shanghai Studio, un progetto artistico indipendente a Shanghai che combinava una galleria, uno spazio eventi e un bar. Oggi vive e lavora tra Zurigo, Bangkok e Shanghai. È anche consulente esterno per il programma di media internazionali della King Mongkut's University di Bangkok.

## Filmografia
- Blue Moon (1974)
- Faces (1980)
- Rush (1981)
- Bandiera (1985)
- Body Views (1985)
- El (1986)
- Gegen Gefühls Debilität (1987)
- Bild Reuter (1988)
- Allez (1989)
- Look twice (1989)
- Esclavos (1991)
- Sklaven (1991)
- Couch (1994)
- Yes you (1995)
- Couple (1998)
- Flat 23 (1997)
- Mission (1999)
- Macau Handover (2000)
- Public Scenes (2000)
- Ferrara (2000)
- Just a Moment (2000)
- Father's Day (2002)
- Macau Handover (2002)
- Two Songs (2002)
- Three Thai Songs and a Boxer (2007)
- Scenes From a Forgotten Land (2013)
- Viaggio a Ravenna (2016)
- Late Penang Afternoon (2017)
- Shanghai Nights (2017)
- Coelho / Rabbit (2017)
- Sunday (2019)
- Ruben's Choice (2020)
- The Gay Agenda 15 (2022)
- Vintage Decisions (2023)
- Ravenna Glamour (2024)

## Pubblicazioni
- Where Is Your Rupture, New York, Swiss Institute New York, 1998.
- Tam the Boxer, Bangkok, v01d publisher, 2007.
- Room 505, Bangkok, Shanghai Press, 2013.
- Rocco, Bangkok, Shanghai Press, 2018.

## Hanspeter Ammann nei musei
- Kunsthaus, Zurigo
- Fondazione Calouste Gulbenkian, Lisbona
- Long Beach Museum of Art, Long Beach

Archivi di cinema d'artista e videoarte
- Video Data Bank, Chicago
- LUX, Londra